# Austen Chamberlain
Austen Chamberlain (Birmingham, 16 de octubre de 1863 - Londres, 17 de marzo de 1937) fue un político británico. 
Tras estudiar en la Universidad de Cambridge, Chamberlain viajó por Europa, en especial a Francia, y a Berlín. A su regreso a Londres es elegido diputado en la Cámara de los Comunes por el Partido Conservador en 1892. 
A partir de 1925 y hasta 1929 fue Ministro de Asuntos Exteriores. Junto a Gustav Stresemann y Aristide Briand fue uno de los artífices del Pacto de Locarno en 1925. Dicho pacto es la razón principal por la que se le concedió ese mismo año el premio Nobel de la Paz

## Infancia y educación
Poco después de dar a luz, su madre falleció a causa de complicaciones tras el parto. De niño, fue puesto bajo cuidado de una tía materna, hasta que su padre, Joseph Chamberlain, contrajo nupcias por segunda vez en 1868. Fue durante este segundo matrimonio el nacimiento de su medio hermano y futuro primer ministro Neville Chamberlain.
Su madrastra falleció en 1875 y, consecuentemente, pasó un buen tiempo de su infancia en compañía de sus parientes femeninos, en especial de su hermana Beatrice. También era muy cercano a su hermanastro Neville.
Austen Chamberlain se educó en la prestigiosa Rugby School, y más tarde ingresó en el Trinity College, el más grande de los colleges de la Universidad de Cambridge. Precisamente fue en esa universidad donde dio su primer discurso político, en 1884, durante una reunión de la Sociedad Política de Cambridge, y podría decirse que desde temprano su padre deseaba que su hijo se dedicara a la política.

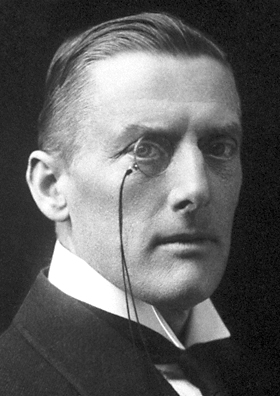
Austen Chamberlain

## Carrera política

### Primeros años
Con ese fin, Austen fue enviado a Francia, donde estudió en el Institut d'Etudes Politiques de Paris. Allí, desarrolló una duradera admiración de los franceses y su cultura. Por nueve meses,  se maravilló con la ciudad de París de la Tercera República y se reunió con personajes tales como Georges Clemenceau y Alexandre Ribot. De París, viajó a Berlín por nueve meses, para conocer la cultura política de otra potencia Europea: Alemania. A pesar de que en sus cartas a Beatrice y Neville manifestaba una clara preferencia por Francia y el estilo de vida que mantenía ahí, Chamberlain de todos modos se dedicó a aprender alemán y aprender de su experiencia en esa ciudad. Allí se reunió, entre otras personas, con el canciller Otto von Bismarck. Mientras estudiaba en la Universidad de Berlín, en Chamberlain nació cierta intranquilidad por el creciente nacionalismo dentro del Imperio Alemán, fundamentada en buena medida por el estilo de disertación de Heinrich von Treitschke.

### En el Parlamento
En 1888, muy a su pesar por dejar atrás a sus nuevos amigos, regresó al Reino Unido, atraído en gran parte por la posibilidad de formar parte del Parlamento. En 1892 fue elegido diputado en la Cámara de los Comunes por el Partido Unionista Liberal (que en 1912 fue absorbido por el Partido Conservador), representando a East Worcestershire. A partir de entonces ocupó varios cargos políticos: fue Canciller del Exchequer (1903-1905, 1919-1921) y Secretario de Estado para la India (1915-1917). Entre 1918 y 1919 formó parte del Gabinete de Guerra.
Un hecho importante en la carrera parlamentaria de Austen Chamberlain fue su participación en la disputa por el liderazgo de la alianza conservadora. Tras dos derrotas electorales sucesivas en 1910, el líder del partido Unionista Liberal, Arthur James Balfour, fue obligado a renunciar a su posición en noviembre de 1911. Chamberlain era uno de los candidatos más populares para sucederlo como líder conservador, disputando el puesto con Andrew Bonar Law, Walter Long y Edward Carson. 

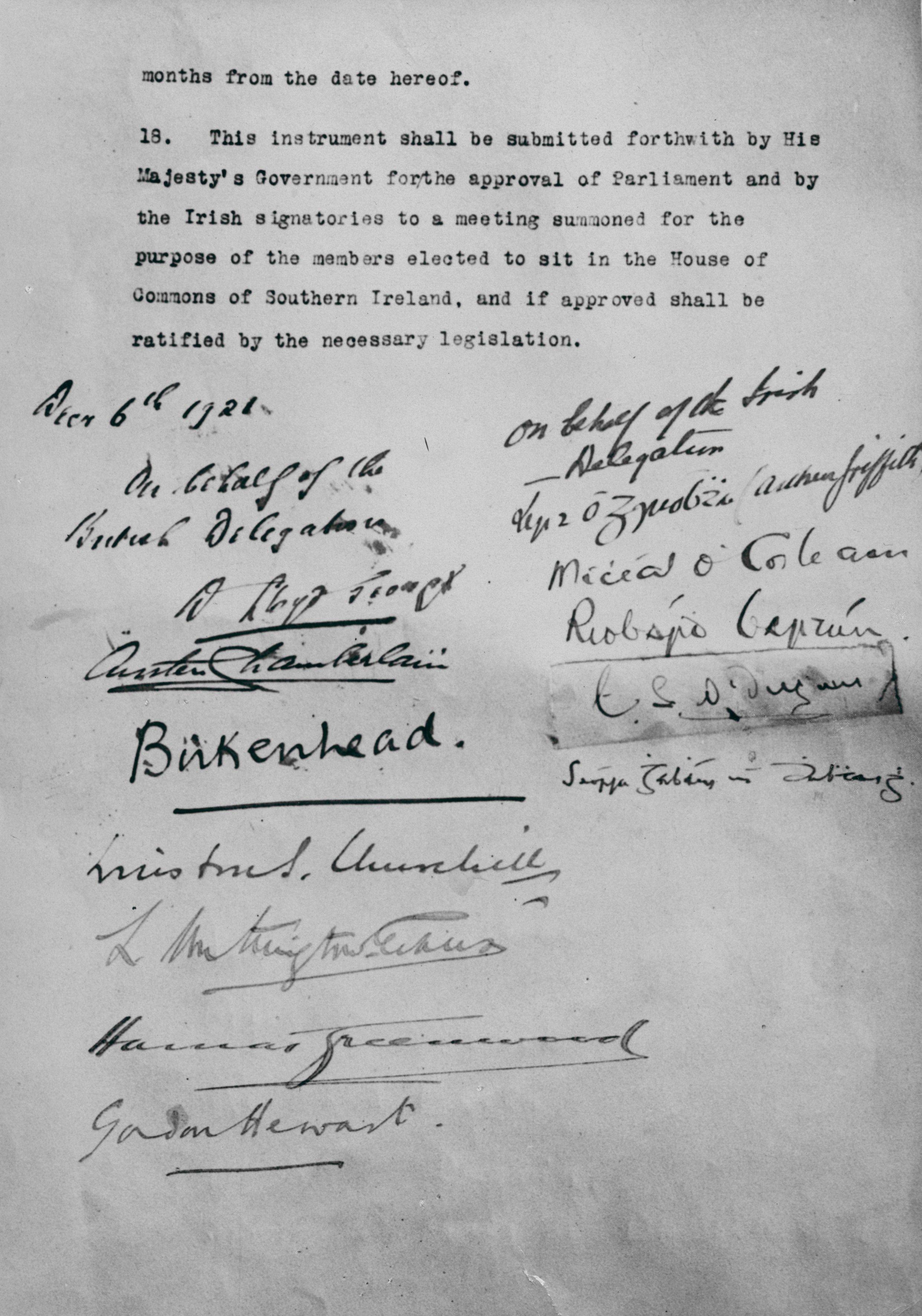
Austen Chamberlain fue uno de los firmantes del Tratado Anglo-Irlandés.

De ellos, sólo Chamberlain y Long tenían posibilidades de ganar. Aunque Balfour deseaba que Chamberlain ocupara el cargo, tras un temprano escrutinio se descubrió que Long ganaría por un pequeño margen. Después de un corto período de campaña interna, Chamberlain decidió retirarse de la disputa por el bien del dividido Partido, convenciendo también a Long de hacer lo mismo en favor de Bonar Law, quien fue consecuentemente electo por voto unánime como candidato formal por el puesto.
La decisión de Chamberlain, aunque le impidió conseguir el liderazgo del Partido, y posiblemente el cargo de primer ministro, contribuyó en gran medida a conservar la unidad dentro de los partidos Conservador y Liberal Unionista en un período de incertidumbre.
En la primavera de 1921, Bonar Law, argumentando un mal estado de salud, dejó el liderazgo de la rama conservadora del gobierno de Lloyd George. Entonces Chamberlain lo sucedió como líder del Partido en la Cámara de los Comunes, renunciando a su puesto Canciller del Exchequer en favor de Sir Robert Horne. Parecía que finalmente Chamberlain podía aspirar al cargo de primer ministro, pero la coalición de Lloyd George se vio debilitada por una serie de escándalos y la mala conclusión de la Guerra Anglo-irlandesa. 
Para 1921, los conservadores estaban muy descontentos con la coalición, y querían formar parte de un solo partido (el Conservador). En el otoño de 1922 Chamberlain, en ese entonces muy cercano a Lloyd George, enfrentó una rebelión de diputados nóveles, liderados en gran medida por Stanley Baldwin, destinada a expulsar a Lloyd George. Finalmente en octubre del mismo año Chamberlain prefirió renunciar al liderazgo del Partido antes de actuar contra lo que él creía que era su deber. Fue reemplazado por Andrew Bonar Law.

### En el Ministerio de Asuntos Exteriores
Tras la renuncia de Bonar Law en 1923 (también por un mal estado de salud) asumió el liderazgo del Partido Stanley Baldwin. Tras el éxito en las elecciones de octubre de 1924, Baldwin formó un nuevo gabinete en el que constaba Chamberlain como Ministro de Asuntos Exteriores, cargo que ocupó de 1924 a 1929. En un difícil período en el marco de las relaciones internacionales, Chamberlain no sólo enfrentó el fin de la Entente Cordiale ocasionado por la invasión francesa del Ruhr, sino también la controversia sobre el Protocolo de Ginebra, que amenazaba con diluir la soberanía británica sobre la imposición de sanciones económicas de la Sociedad de Naciones.
Sin embargo, a pesar de la importancia histórica de esos hechos, la fama de Chamberlain se debe principalmente a su actuación en las negociaciones del que iba a ser conocido como el Pacto de Locarno de 1925. Con el objetivo de mantener el statu quo de posguerra en Occidente, Chamberlain respondió favorablemente a los acercamientos del canciller alemán Gustav Stresemann para que el Reino Unido garantizase la frontera occidental de Alemania.
Junto con Aristide Briand de Francia, Chamberlain y Stresemann se reunieron en Locarno (Suiza) en octubre de 1925 y firmaron un acuerdo mutuo (con representantes de Bélgica e Italia) para resolver cualquier diferencia entre países por medio del arbitraje y nunca recurrir a la guerra. Por sus servicios, Chamberlain no sólo recibió el Premio Nobel de la Paz, sino también fue hecho caballero de la Orden de la Liga. Asimismo Chamberlain aseguró el acceso del Reino Unido al Pacto Briand-Kellogg. No obstante no fue tan juicioso al manifestar cierta simpatía hacia la Italia  de Mussolini.

## Retiro y últimos años
Después de la resignación del gobierno de Baldwin tras la elección de 1929, Chamberlain renunció a su puesto como Ministro de Relaciones Exteriores y se retiró del gobierno. Como parlamentario apoyó el Gobierno Nacional del Reino Unido pero criticó su política exterior.
Entre 1934 y 1937, Chamberlain fue, junto con Winston Churchill, Roger Keyes y Leo Amery uno de los más prominentes demandantes del rearme británico en vista de la creciente amenaza que representaba Alemania Nazi. Más respetado en ese período que el en ese entonces desacreditado Churchill, Chamberlain se convirtió en una especie de icono para los jóvenes miembros del Partido Conservador, como el último sobreviviente de la Era Victoriana de alta política.
Sir Austen Chamberlain conservó su buena salud hasta marzo de 1937, muriendo sólo diez semanas antes de que su medio hermano Neville Chamberlain se convirtiera en el primer (y único) miembro de la familia Chamberlain en asumir el cargo de primer ministro.
En 1935 firma el prefacio de la edición inglesa del libro "Salazar, o Homem e a Obra".